# Atrina fragilis
Atrina fragilis är en musselart som först beskrevs av Thomas Pennant 1777.  Atrina fragilis ingår i släktet Atrina och familjen Pinnidae. Inga underarter finns listade i Catalogue of Life.